# Сенкевичевка
Сенкевиче́вка (укр. Сенкевичі́вка) — посёлок в Городищенской сельской общине Луцкого района Волынской области Украины.
До 2020 года входило в Гороховский район.

## История
Населённый пункт был основан в 1924 году. Во времена Второй Речи Посполитой он входил в Луцкий повят Волынского воеводства.
В 1939 году Западная Украина была присоединена к СССР. После начала Великой Отечественной войны поселение с 26 июня 1941 года находилось под немецкой оккупацией. Весной 1942 года немцы создали в Сенкевичевке гетто для еврейского населения, которое было ликвидировано 5 октября того же года. Около 800 человек были расстреляны возле вокзала. Преступление было совершено СД.
С 1942 года в Сенкевичевке действовала подпольная группа польской самообороны. После того, как в 1943 году началась Волынская резня, благодаря поддержке местного крайсландвирта (коменданта по сельскому хозяйству) Леопольда Хампеля, который был благосклонен к полякам, в деревне был создан польский отряд самообороны, получивший оружие от немцев и воевавший против УПА. В этих боях погибло 20 членов отряда. В Сенкевичевке нашли прибежище около тысячи поляков-беженцев. В июне 1943 года бойцов отряда самообороны эвакуировали в Луцк, где их разоружили и отправили на принудительные работы в Третий Рейх. После захвата деревни отрядами УПА часть зданий была сожжена, в том числе церковь, вокзал и мельница.
В январе 1989 года численность населения составляла 1585 человек, на начало 2013 года — 1 307 человек.

## Ссылки

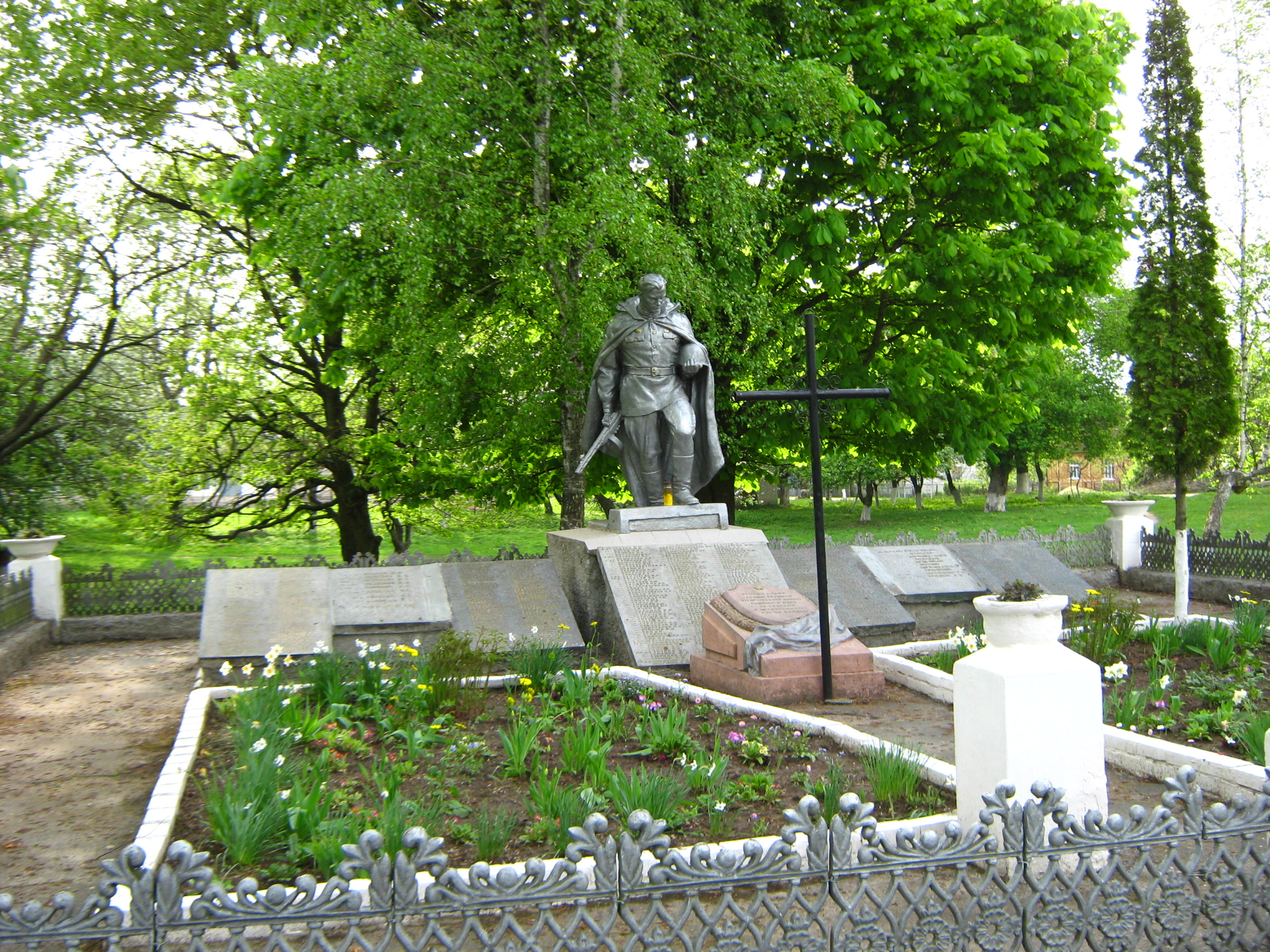
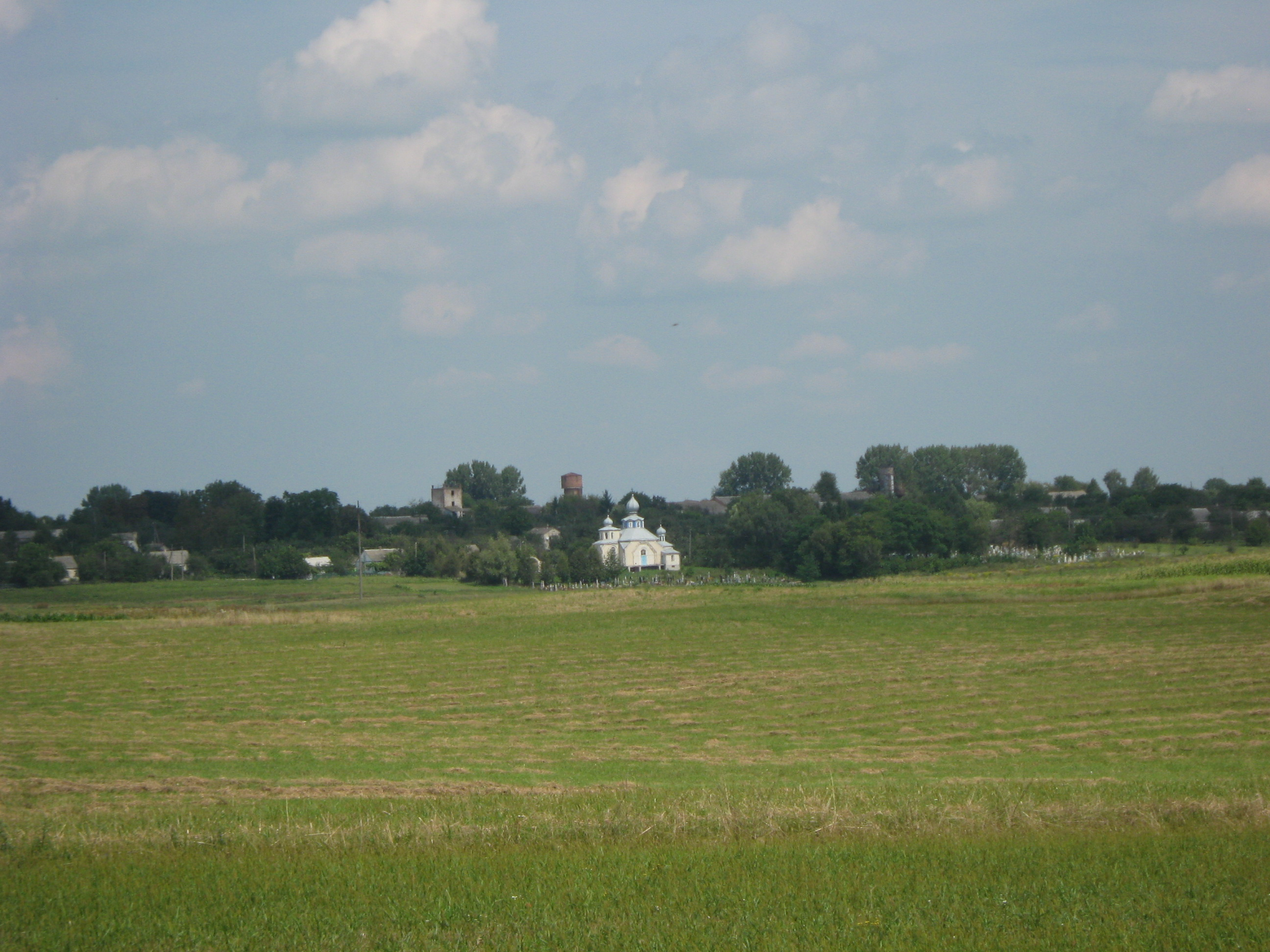